# Maison Pirnay
La maison Pirnay  est un immeuble de style Art nouveau réalisé par l'architecte Clément Pirnay comme habitation personnelle à Liège  en Belgique.

## Situation
Cet immeuble se situe à Liège au carrefour de la rue des Guillemins et de la rue Dartois. Il porte le no 44 de cette dernière rue. À droite, au no 42, se trouve la maison Bacot et au no 31, se situe la maison Alexis dues au même Clément Pirnay.

## Histoire
La maison a été construite entre 1907 et 1911 par l'architecte Clément Pirnay pour son usage personnel, Clément Pirnay a été un collaborateur de Paul Jaspar entre 1898 et 1908. L'immeuble original comportait quatre niveaux (trois étages). Le rez-de-chaussée abritait les bureaux de l'architecte. En 1926, deux niveaux ont été ajoutés faisant de cet immeuble un des plus élevés du quartier des Guillemins.
La façade a été classée le 17 février 1995.

## Description
Cet immeuble est une construction symétrique (excepté le rez-de-chaussée) de style Art nouveau géométrique. Il est réalisé sur une structure en béton recouverte en pierre bleue (pour le rez-de-chaussée, les différents bandeaux horizontaux et les encadrements), pierre blanche et brique rouge.
Le rez-de-chaussée a la particularité de ne pas posséder de porte d'entrée en façade. La porte d'entrée est remplacée par une entrée sous voûte traversant la largeur du bâtiment et conduisant à la porte d'entrée.
On remarque au deuxième étage un imposant bow-window à base trapézoïdale reposant sur deux consoles de pierre représentant deux sirènes au sens de la mythologie grecque c'est-à-dire des sirènes mi-femmes, mi-oiseaux.
Quatre panneaux en pierre blanche sculptés de couronnes florales marquaient le sommet de la façade avant son exhaussement en 1926. Ils forment aujourd'hui les allèges des baies et les garde-corps de la terrasse du quatrième étage. Deux pilastres latéraux courent sur les niveaux supérieurs de la façade.

## Sources
- « Inventaire du patrimoine culturel immobilier - Maison Pirnay », sur spw.wallonie.be (consulté le 29 octobre 2017)
- Sébastien Charlier, « Victor Rogister et Clément Pirnay Deux interprétations de l’enseignement de Paul Jaspar », Les Cahiers de l’Urbanisme, no 72,‎ juin 2009, p. 58-66 (lire en ligne)